# Monchaux-sur-Écaillon

Monchaux-sur-Écaillon este o comună în departamentul Nord, Franța. În 1 ianuarie 2022 avea o populație de 583 de locuitori.